# Atomaria scutellaris
Atomaria scutellaris är en skalbaggsart som beskrevs av Victor Ivanovitsch Motschulsky 1849. Atomaria scutellaris ingår i släktet Atomaria, och familjen fuktbaggar. Arten är reproducerande i Sverige.